# Cavalcata infernale
Cavalcata infernale (Sinister Journey) è un film del 1948 diretto da George Archainbaud.
È un western statunitense con William Boyd, Andy Clyde e Rand Brooks. Fa parte della serie di film western incentrati sul personaggio di Hopalong Cassidy (interpretato da Boyd) creato nel 1904 dallo scrittore Clarence E. Mulford.

## Produzione
Il film, diretto da George Archainbaud su una sceneggiatura di Doris Schroeder, fu prodotto da Lewis J. Rachmil tramite la Hopalong Cassidy Productions e girato nei pressi della Carson & Colorado Railroad, Valle di Owens, della Keeler Station, Southern Pacific Railroad, Keeler, e a Lone Pine, in California, dal 9 luglio a metà luglio 1947. Il titolo di lavorazione fu The Railroad Story.

## Distribuzione
Il film fu distribuito negli Stati Uniti dall'11 giugno 1948 al cinema dalla United Artists.
Altre distribuzioni:
- in Messico il 17 gennaio 1963 (Jornada sangrienta)
- in Brasile (Quem Manda é o Revólver)
- negli Stati Uniti (Two Gun Territory)